# Chiesa di San Pietro (Monaco di Baviera)
La parrocchiale di San Pietro (in tedesco: Pfarrkirche Sankt Peter), o più semplicemente Peterskirche (Chiesa di San Pietro), è una delle principali chiese di Monaco di Baviera, in Germania.
Sorge nelle immediate vicinanze della Marienplatz, dalla quale si scorge.
Il campanile, detto Alter Peter, il "Vecchio Pietro", ha otto orologi e sette campane; dalla sommità dei suoi 96 metri d'altezza si gode una splendida vista del circondario e della città.

## Storia e descrizione

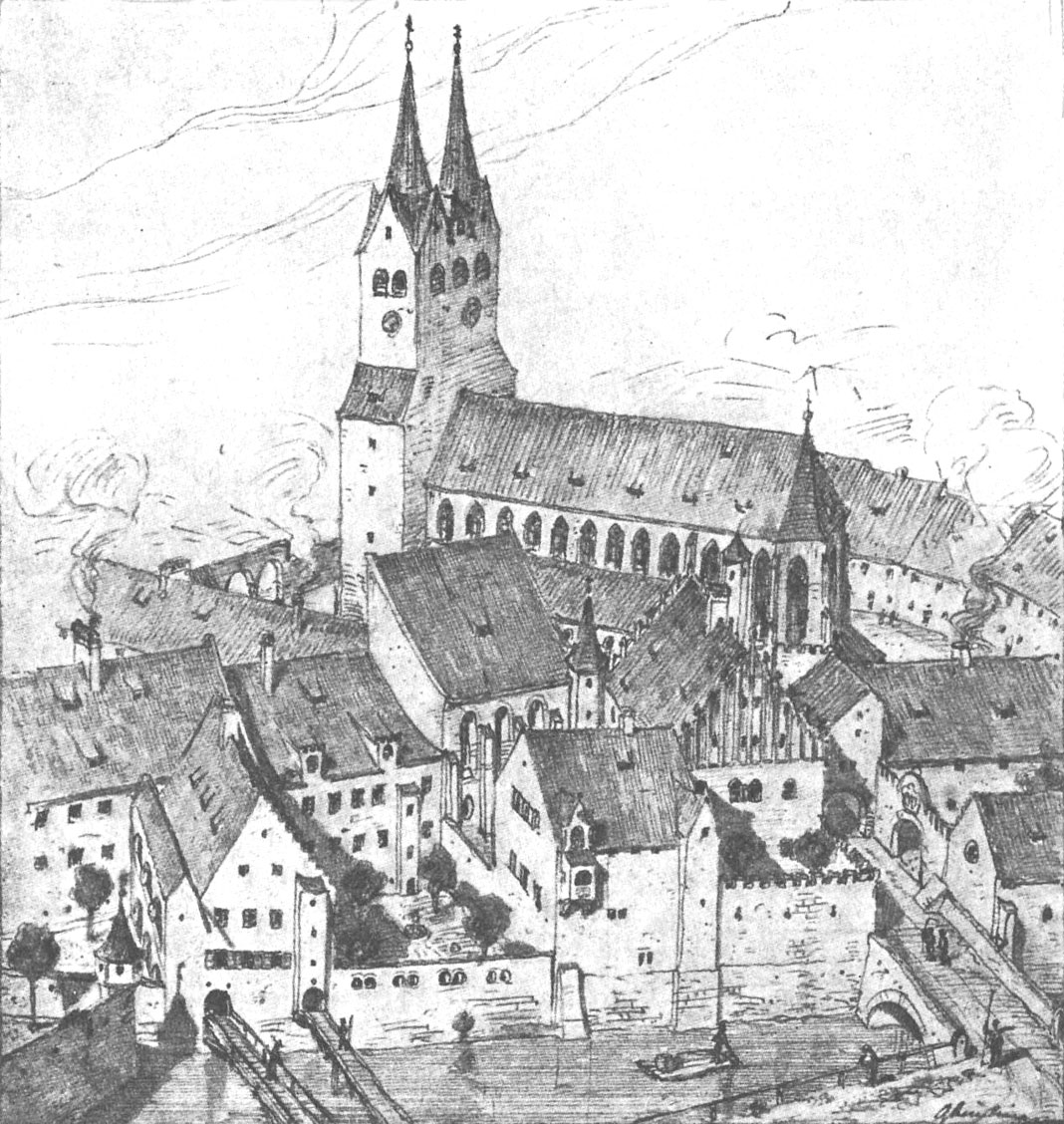
La chiesa gotica in un disegno di ricostruzione.

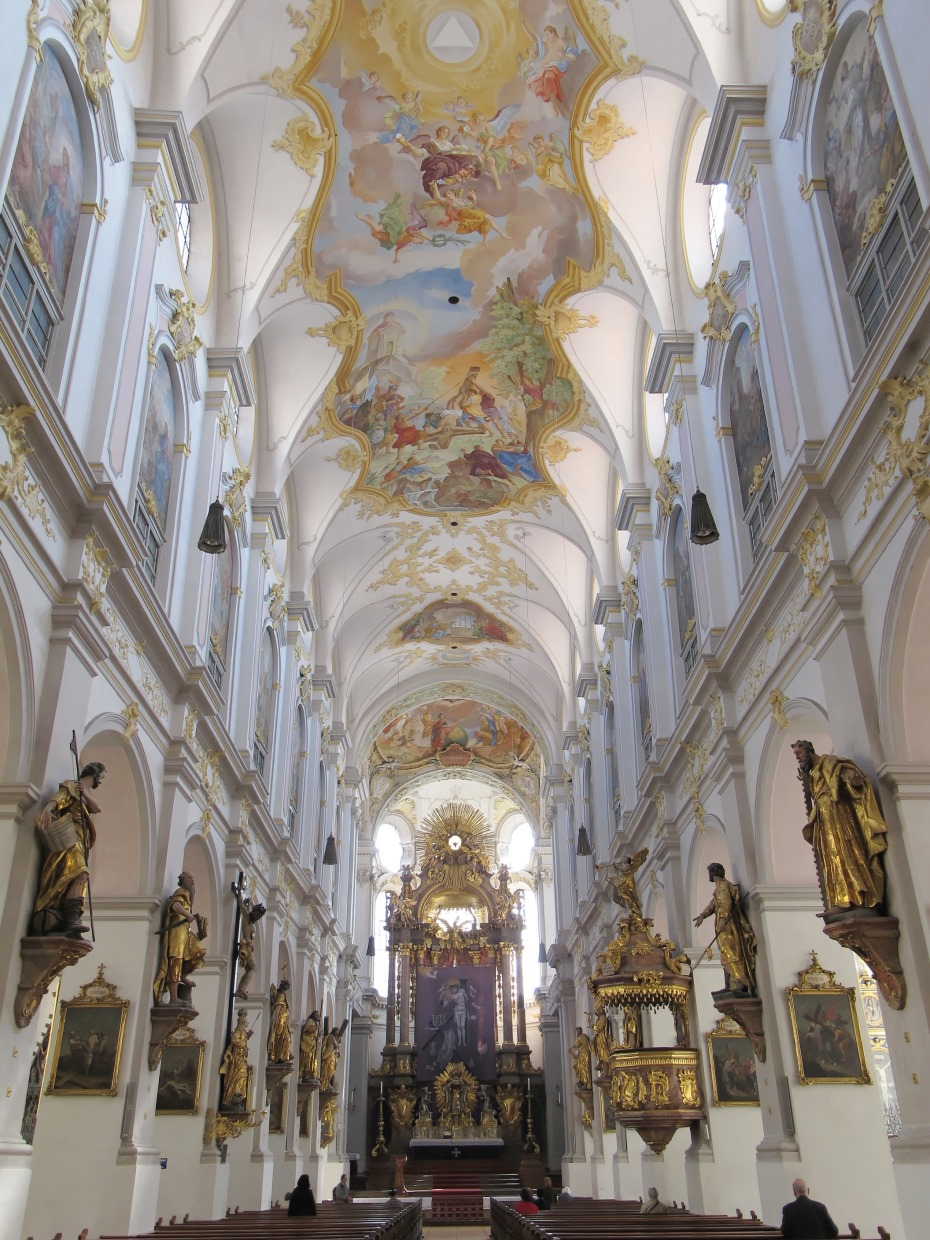
L'interno.

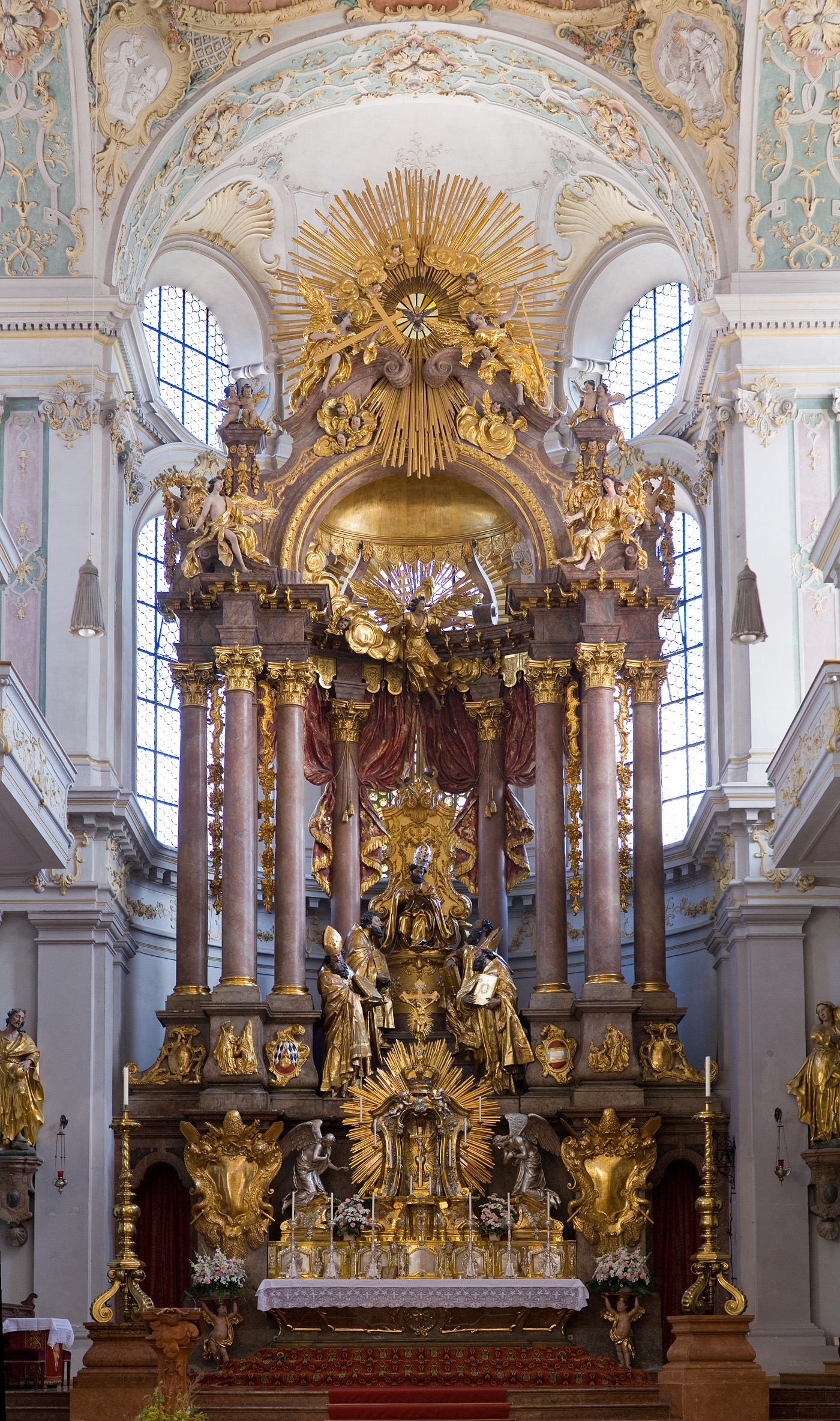
L'altar maggiore.

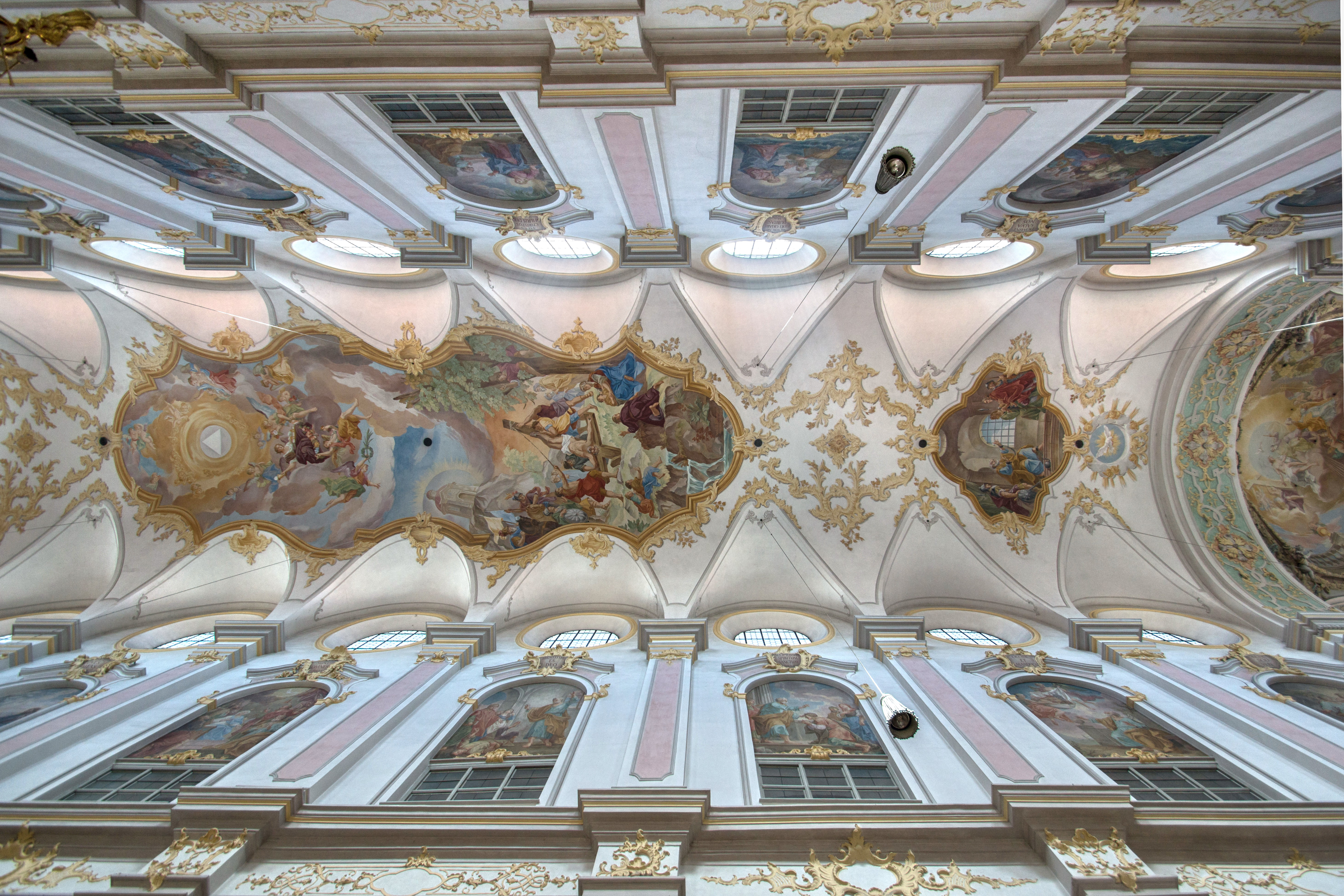
La volta di Zimmermann.

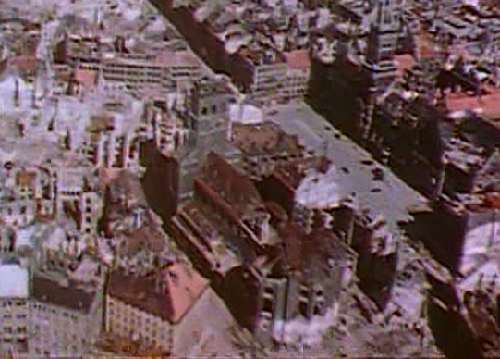
San Pietro nel 1945.

### Chiesa romanica
La chiesa è la più antica di Monaco, infatti faceva parte del monastero che diede il nome alla città stessa. Il primo edificio vi fu costruito intorno al 1158 in stile romanico. Era una basilica a tre navate con due torri incorporate nella parte occidentale (facciata). Nel 1181 venne ampliata per volere del duca Ottone I di Baviera e consacrata dal vescovo Otto II von Berg nel 1190.

### Ricostruzioni gotiche
Nel 1278 venne rifatta in stile gotico, a tre navate con possenti contrafforti e due campanili gemelli sulla facciata. Venne consacrata il 17 maggio del 1294 dal vescovo Emicho di Wittelsbach.
Il 14 febbraio 1327, quasi un terzo della città fu vittima di un disastroso incendio, e con essa furono coinvolti il coro e le torri di San Pietro. Ne fu subito ripresa la ricostruzione, riutilizzando il piedicroce scampato al fuoco, si allungò l'edificio di due campate e si aprirono delle cappelle laterali fra i contrafforti delle navate esterne; e nel 1365-68 venne realizzato il nuovo coro gotico, consacrato dal vescovo Paul von Jägerndorf. 
Nel 1378-79 vennero eseguite le volte gotiche, e fra il 1379 e il 1386 si pose mano alla parte occidentale che venne totalmente ridisegnata. Infatti delle due torri iniziali, ridotte a due monconi, ne venne eretta una sola coperta da doppia guglia, al centro delle due, potendone così sfruttare le fondamenta.

### Ampliamenti barocchi
Il 24 luglio del 1607 un fulmine distrusse la doppia guglia della chiesa, che venne riedificata entro il 1620 nell'odierna forma a elmo barocco in rame da Heinrich Schön il Vecchio. Successivamente si intraprese un progetto di ampliamento, probabilmente su disegno di Isaak Bader. Si iniziò dalla parte est nel 1630 con la demolizione del coro gotico e la ricostruzione del nuovo in stile barocco. Tuttavia le vicende della Guerra dei trent'anni rallentò il cantiere e il coro venne terminato solo nel 1636. In seguito Hans Heiß pose mano al piedicroce: si rivestirono i vecchi pilastri ottagonali, si chiusero parte delle finestre del cleristorio (ridotte a oculi) per ricavarne edicole affrescate; si realizzò la tribuna d'organo. Il cantiere venne terminato nel 1654.
Nel XVIII secolo si procedette a una ristrutturazione generale della chiesa in stile tardo-barocco e rococò su progetto di Ignaz Anton Gunetzrhainer. Si iniziò dal coro nel 1730 e si procedette con la navata fra il 1752 e il 1756. 
L'altare maggiore venne disegnato da Nikolaus Gottfried Stuber che, ispirato a quello del Bernini a Roma, si compone di otto colonne marmoree ed è incentrato sull'antica statua centrale raffigurante San Pietro in Cattedra, opera del 1492 di Erasmus Grasser. Ai piedi di San Pietro sono le quattro statue dei Padri della Chiesa, realizzate da Egid Quirin Asam nel 1732.
La decorazione della navata composta da stucchi e affreschi è opera di Johann Baptist Zimmermann, e narra Scene della Vita di San Pietro.

### La Seconda guerra mondiale
Il 25 febbraio 1945 un raid aereo colpì la chiesa con due bombe: i danni erano gravissimi, tutte le coperture erano crollate e un restauro sembrava impossibile. Dapprima si pensò ad una demolizione, poi, su iniziativa dei parroci di San Pietro, Max Stritter (1937-1949) e Max Zistl (1949-1983), e del cardinale Michael von Faulhaber si intraprese la ricostruzione nel 1946 e si protrasse fino al 1954, quando venne riconsacrato l'altare maggiore. Per completare la decorazione interna, tuttavia, si dovette attendere fino al 2000.

## Luoghi di preghiera
Nella chiesa in una cappella laterale vengono conservate le reliquie di Santa Mundizia. Si tratta di uno scheletro decorato con vetro colorato e ricami e con occhi finti. Santa Mundizia viene molto venerata ed è la santa che protegge le donne sole.
Sopra le reliquie di Santa Mundizia, si trova anche il teschio di Sant'Erasmo, anch'esso decorato con gioielli di vario genere. 

## Galleria d'immagini

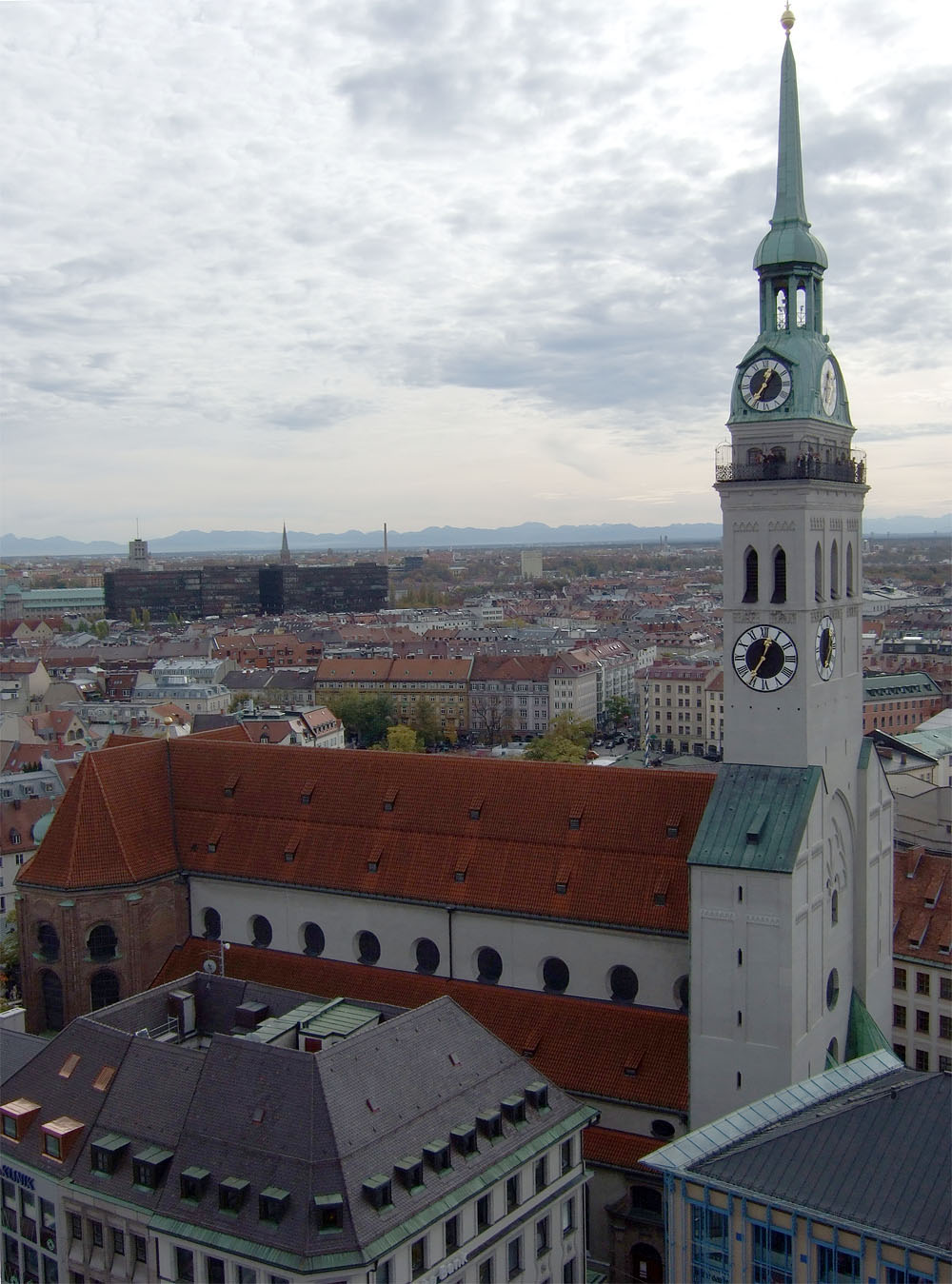
La chiesa di San Pietro
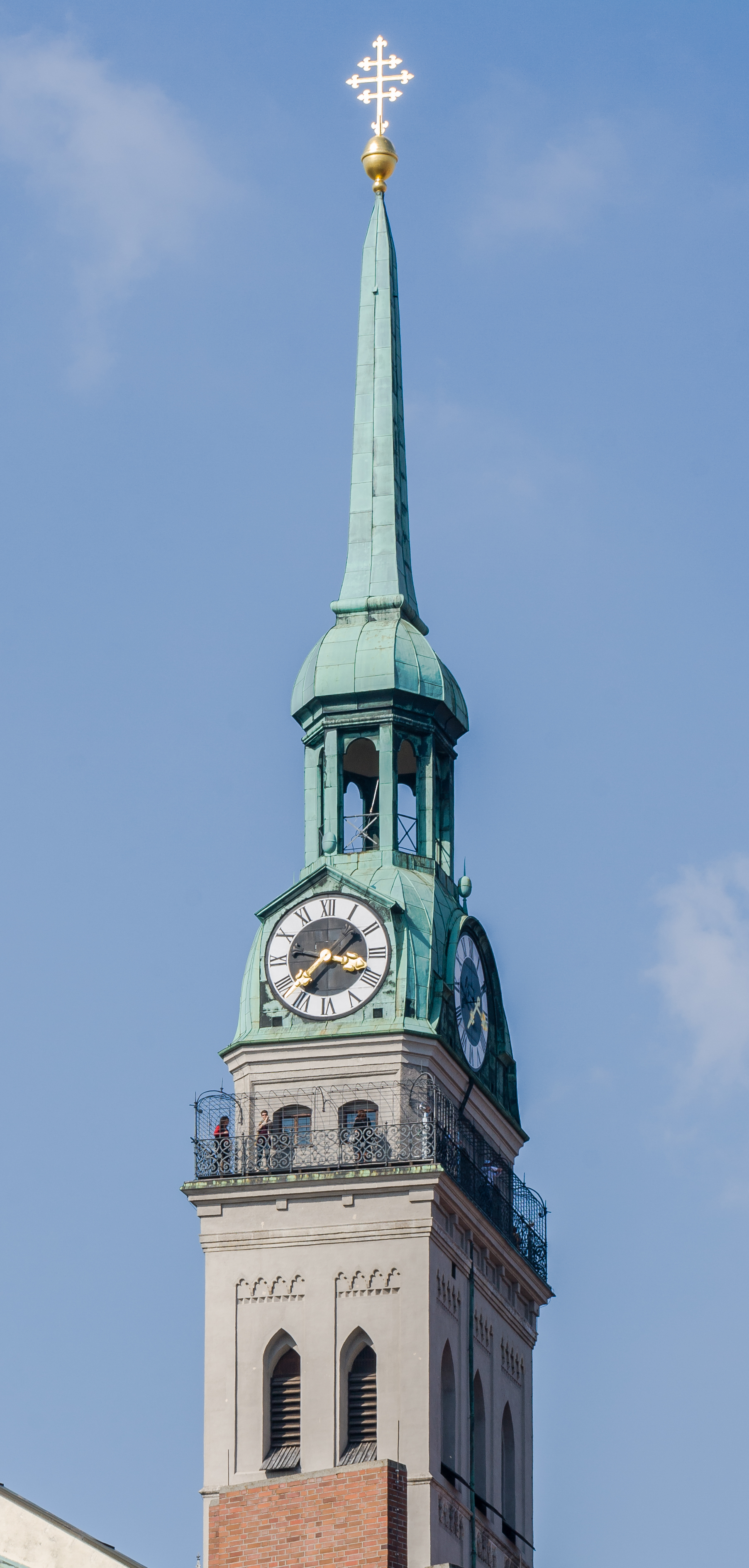
Alter Peter.
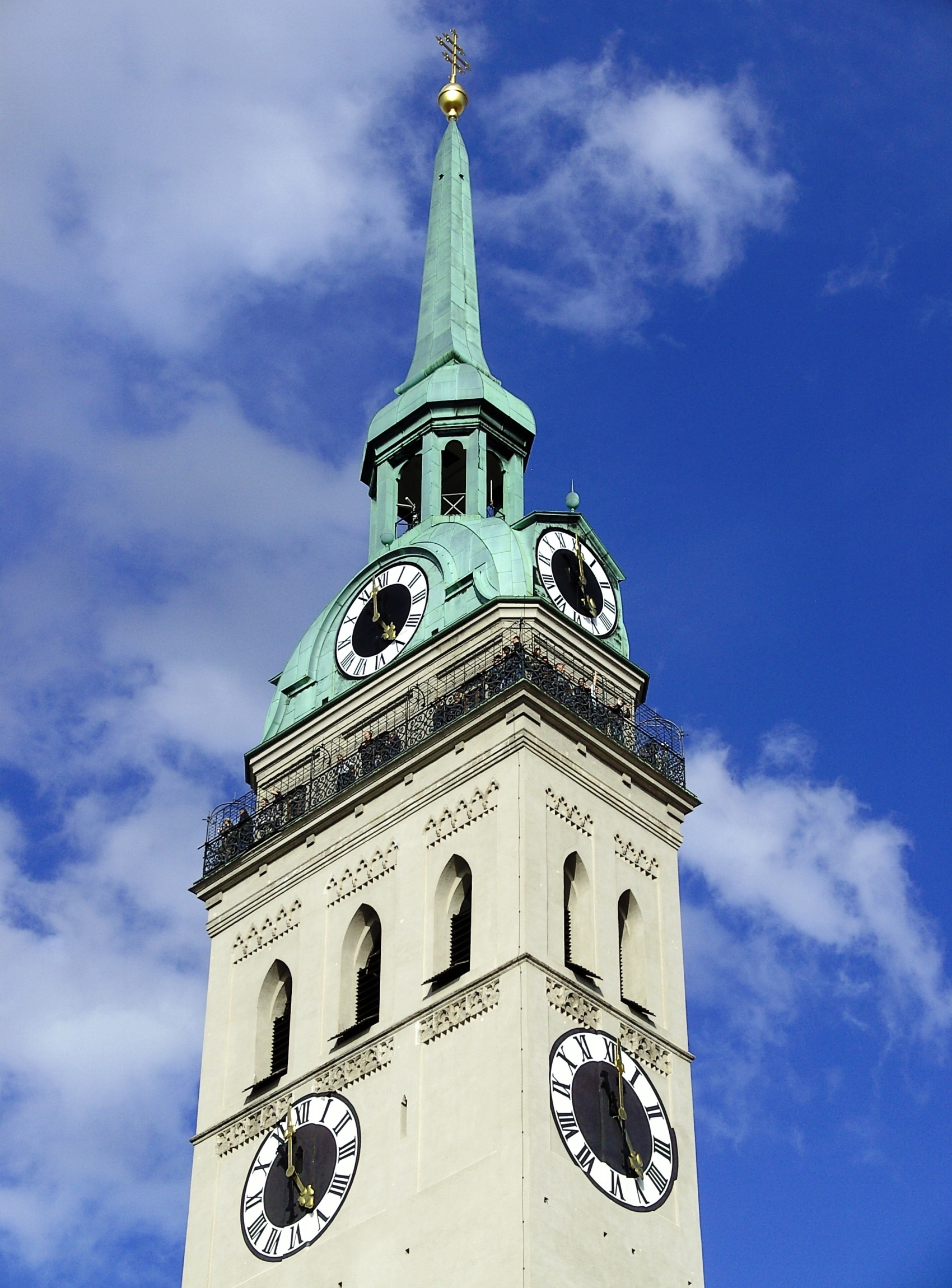
Alter Peter.
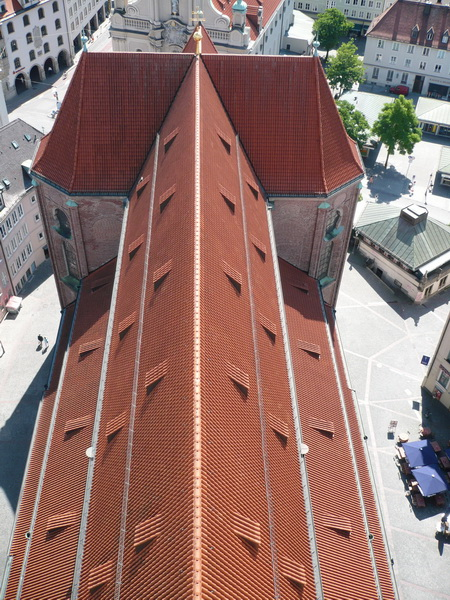
Il tetto di San Pietro
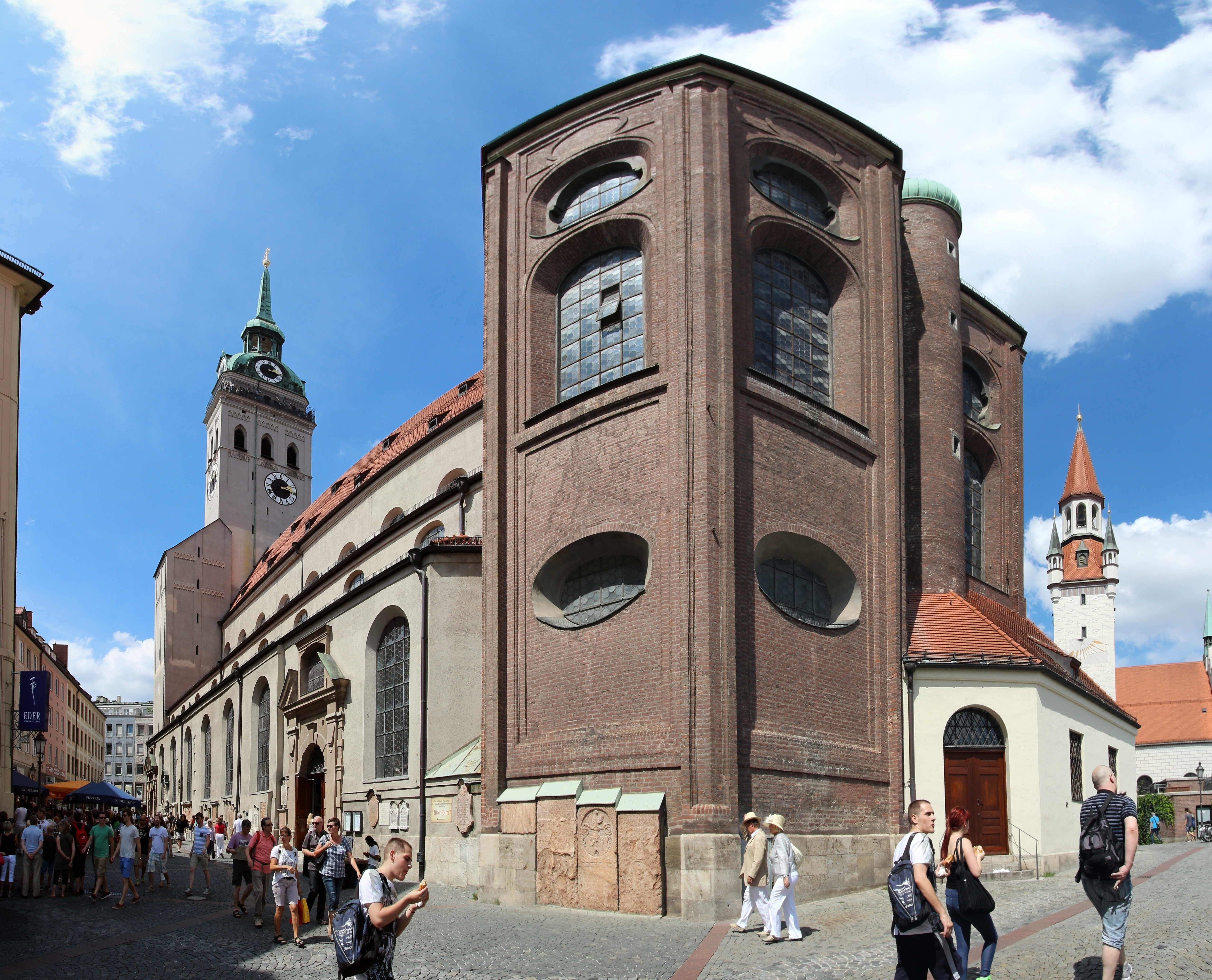
Il coro.